# Wieprzek

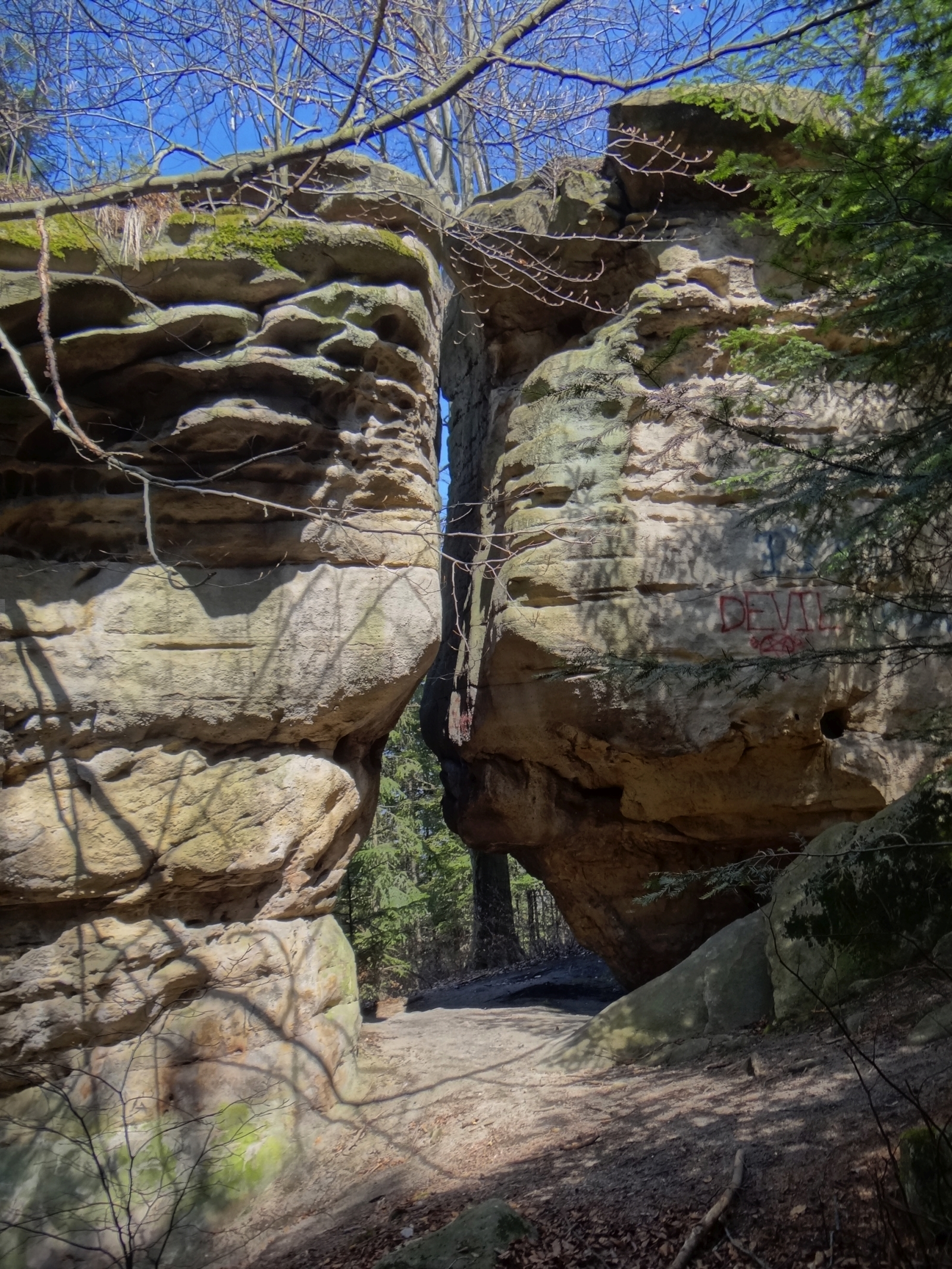

Wieprzek – trzy skałki w miejscowości Siekierczyna w gminie Ciężkowice, powiecie tarnowskim, województwie małopolskim. Znajdują się w lesie, na wysokości 415 m n.,p.m., na wzgórzu w widłach potoków Jastrzębianka i Siekierczanka. Pod względem geograficznym obszar ten należy do Pogórza Rożnowskiego, a skałki znajdują się na jego części włączonej do Ciężkowicko-Rożnowskiego Parku Krajobrazowego.
Są to trzy obok siebie położone ostańce znajdujące się na wierzchowinie. Zbudowane są z piaskowca ciężkowickiego i pochodzą z dolnego eocenu sprzed około 50 mln lat. Łączna ich długość wynosi około 25 m, szerokość 6,5 m, wysokość od 3,5 do 6 m. Powstały z jednej skały, która pękła w dwóch miejscach. Z czasem skały ulegały wietrzeniu i szczeliny poszerzały się. Obecnie jedna z nich ma u góry szerokość 25 cm, na dole 50 cm, druga jest bardzo nieregularna, ma górą szerokość do 50 cm, dołem ok. 165 cm. Po północnej stronie jednej ze skałek znajduje się schronisko o szerokości 2,5 m.
Skałki znajdują się w bukowym lesie i prowadzi obok nich znakowany szlak turystyczny oraz ścieżka dydaktyczna „Przez Wieprzek”. W odległości około 400 m od skałek i na południowy zachód od nich znajduje się dla turystów parking i wiata.
Nazwę „Wieprzek” tłumaczą dwie legendy. Według jednej nich w miejscu tym pokłócili się o jednego z wieprzków (czyli samców świni) dwaj kupcy prowadzący świnie z Grybowa do Zakliczyna. Jeden z nich krzyknął: „Jeżeli ten wieprzek nie jest mój, to niech skamienieje”. I tak się stało. Druga legenda w tradycyjny sposób zrzuca winę na diabła. Rzekomo upuścił on w tym miejscu głaz, który niósł w szponach by zrzucić go na kościół w Bruśniku. Wystraszyły go kościelne dzwony bijące podczas rezurekcji.
Skały Wieprzek nadają się do uprawiania boulderingu, ale od 1987 r. są pomnikiem przyrody. Oprócz trzech ostańców w lesie obok nich znajduje się jeszcze kilka odłamanych bloków skalnych.

## Przypisy

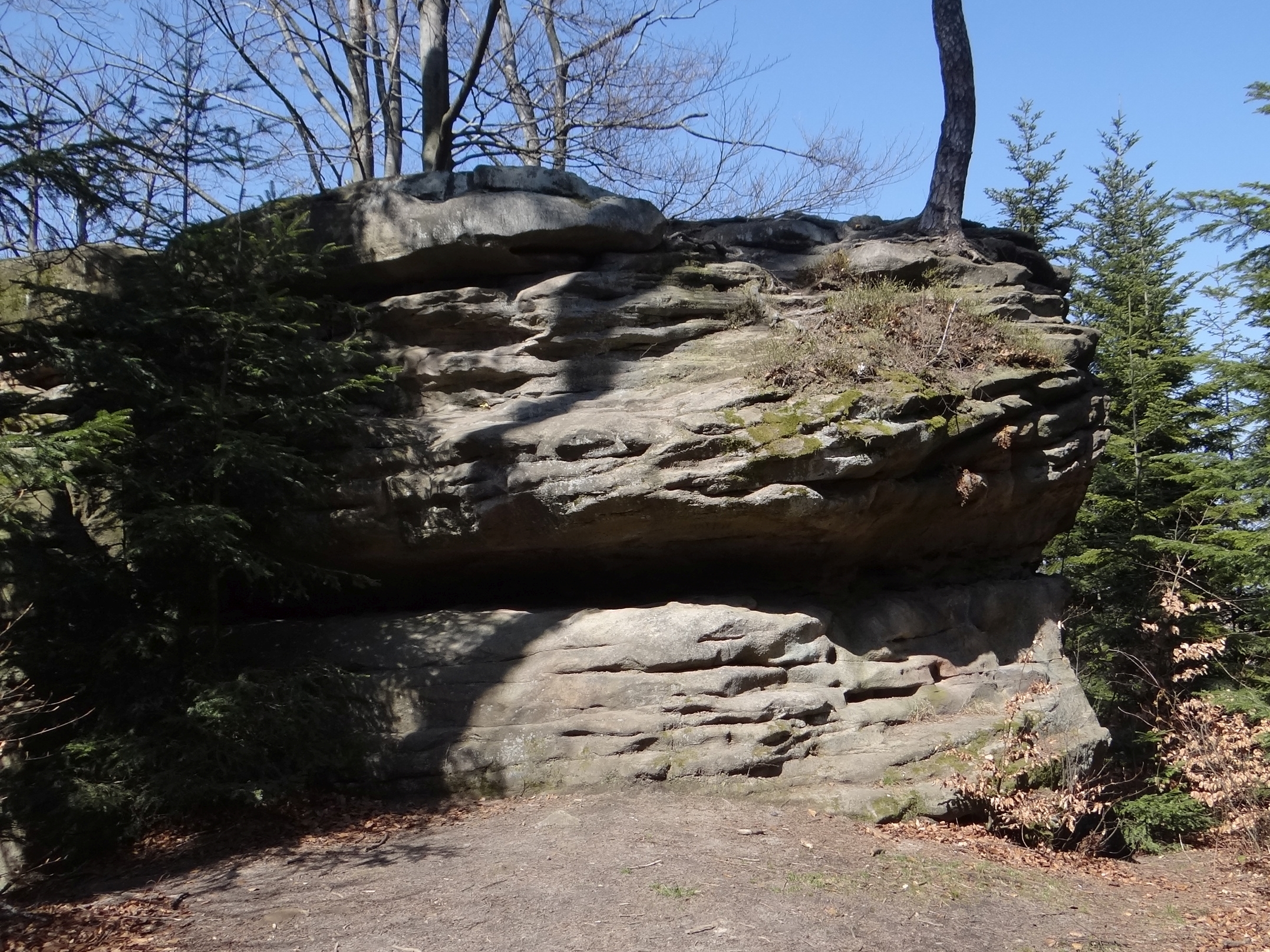
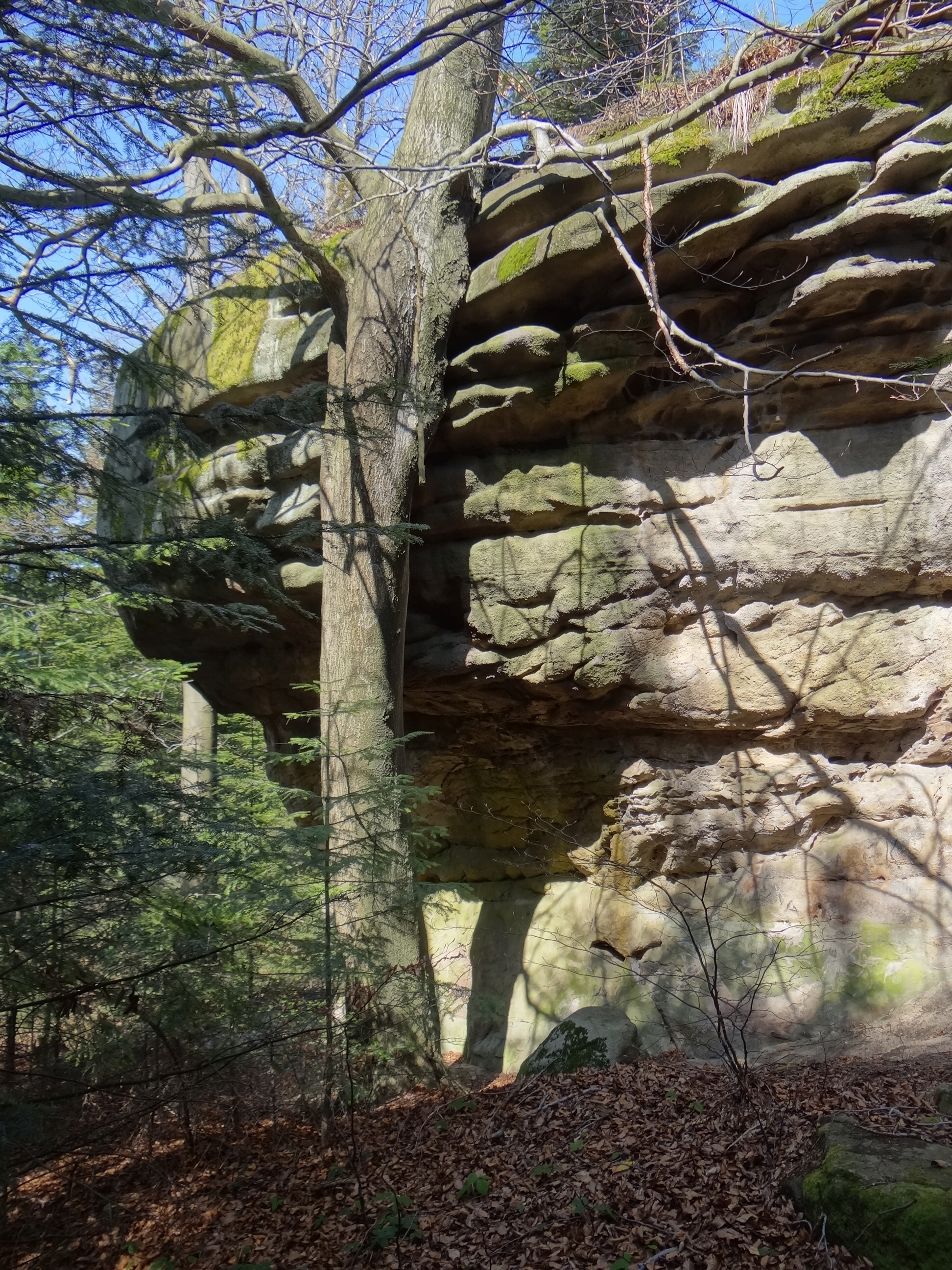
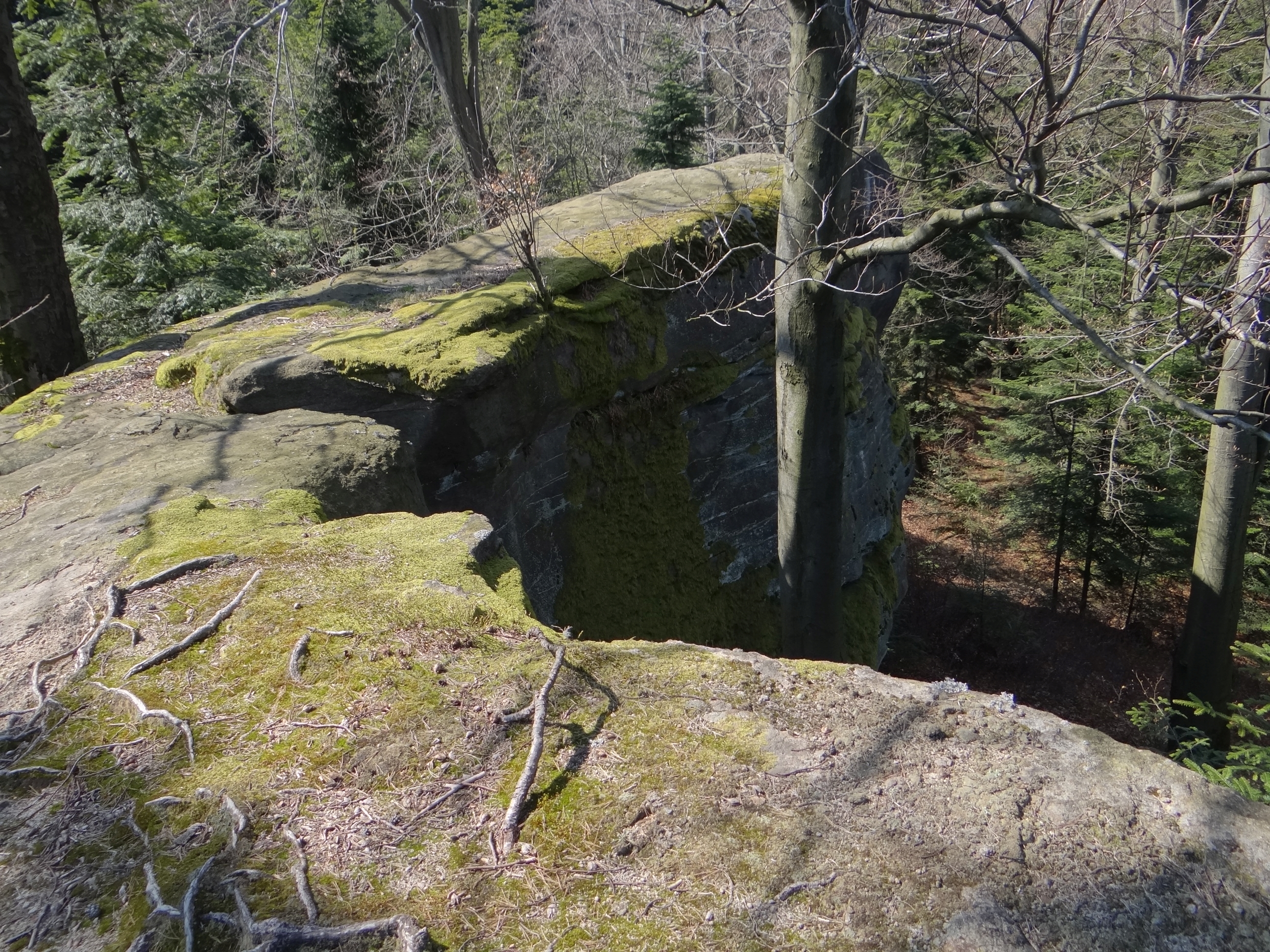
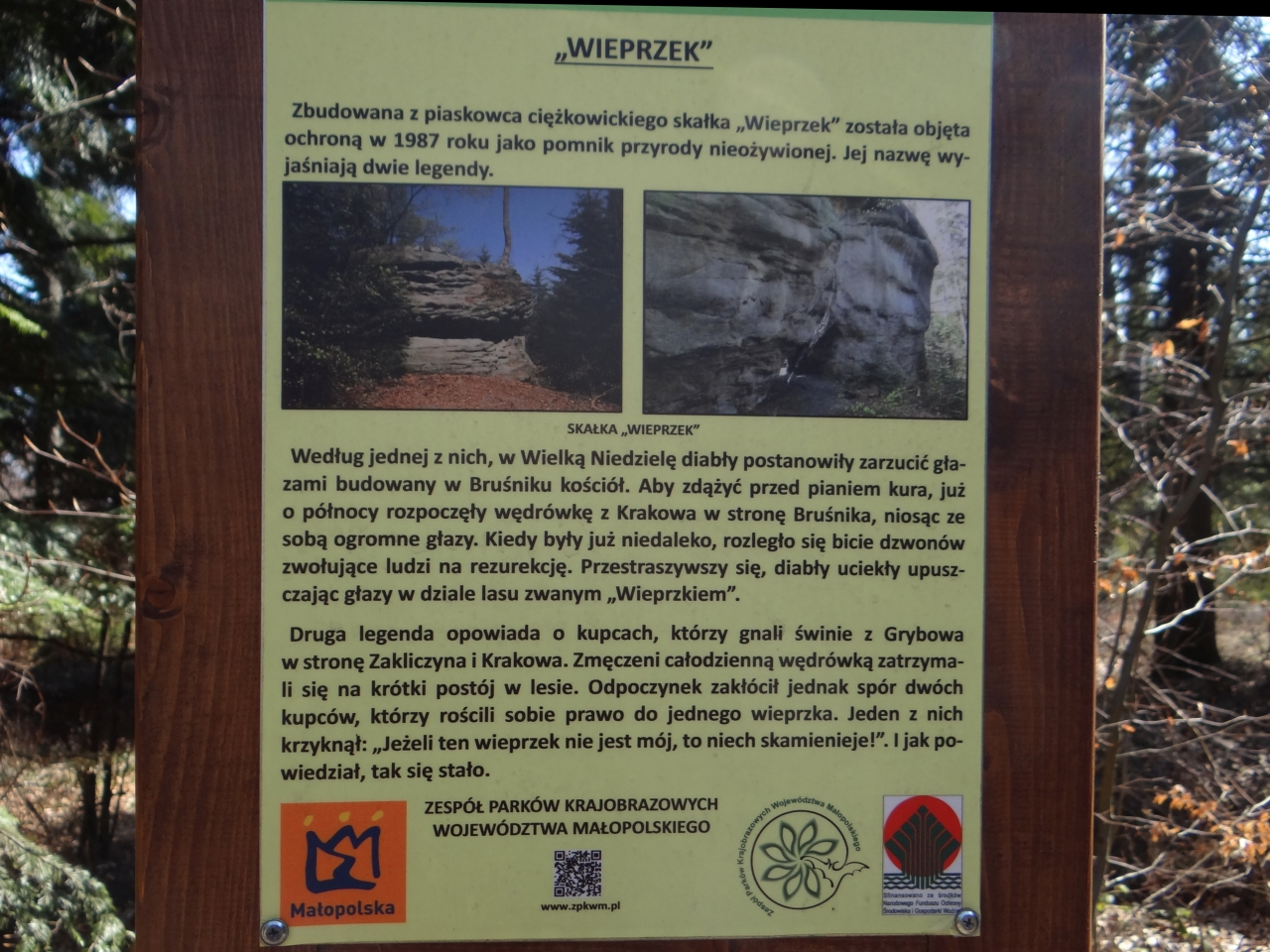